# Підсумкове оцінювання

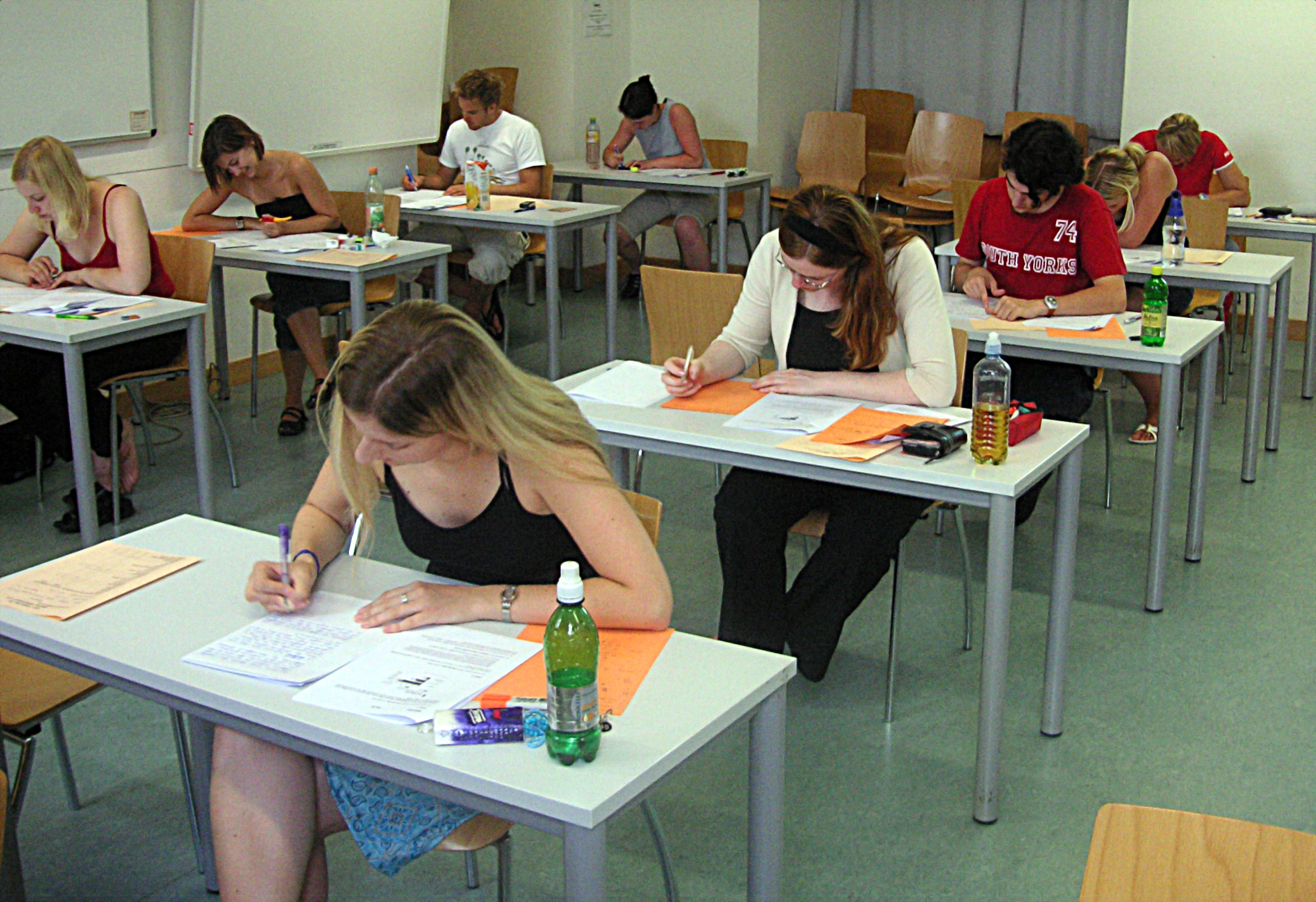
Студенти проходять оцінювання

Підсумко́ве оці́нювання, сумати́вне[калька] оці́нювання, або оцінювання результатів навчання (англ. summative assessment, summative evaluation, assessment of learning) — це оцінювання учасників освітньої програми. Підсумкове оцінювання має на меті як оцінити ефективність програми, так і визначити рівень засвоєння матеріалу її учасниками. Його протиставляють формувальному оцінюванню, яке підсумовує розвиток учнів на певному етапі, щоби поінформувати викладача про поступ у навчанні.
Мета підсумкового оцінювання — оцінити навчальні досягнення учнів наприкінці навчального модуля, порівнявши їх зі стандартами чи еталонами. Підсумкові оцінювання можуть проводити протягом курсу чи після завершення певної теми чи модуля. Підсумкові оцнювання зазвичай дають учням оцінки, що вказують рівень їхньої успішності. До систем оцінювання можуть належати відсоткова шкала, залік/незалік та інші види шкал оцінок. Підсумкові оцінювання мають більшу вагу, ніж формувальні.
Підсумкові оцінювання часто є високоставковими, тобто бал у них має велику вагу. До прикладів підсумкового оцінювання належать проміжні іспити, підсумкові проєкти, есе, підсумкові виступи та інші форми.

## Освітній дизайн
Підсумкове оцінювання використовують як метод оцінювання в освітньому дизайні. Воно дає змогу отримувати інформацію про ефективність освітнього модуля. Підсумкове оцінювання визначає цінність або значущість освітнього модуля по його завершенні. Воно також слугує для оцінювання навчальних досягнень учнів. У школах це оцінювання може мати різні форми: традиційні письмові тести, есе, презентації, обговорення, або звіти в інших форматах. При розробці підсумкових оцінювань слід враховувати кілька чинників. По-перше, підсумкове оцінювання має бути валідним, тобто оцінювати ті стандарти чи навчальні цілі, які викладали протягом модуля. По-друге, підсумкове оцінювання має бути надійним: його результати повинні бути узгодженими. Іншими словами, оцінювання має бути якомога об'єктивнішим, хоча в деяких дисциплінах це може бути складно.
Підсумкові оцінювання зазвичай проводять наприкінці навчального модуля, і вони зазвичай високоставкові, тобто мають більшу вагу в загальній оцінці, ніж формувальні оцінювання, які проводять протягом модуля. Багато освітян та адміністрацій шкіл використовують дані з підсумкових оцінювань для виявляння прогалин у навчанні. Ці дані можуть походити як із підсумкових оцінювань у класі, так і зі стандартизованих тестів, проведених на рівні району, школи чи області. Щойно освітяни та адміністратори отримують дані підсумкового оцінювання учнів, багато районів розподіляють учнів на програми освітнього втручання або програми поглибленого вивчення. Програми освітнього втручання спрямовані на розвиток в учнів тих навичок, у яких вони ще не досягли успішності, щоби допомогти їм досягнути поступу й зменшити освітні прогалини. Натомість програми поглибленого вивчення призначені для учнів, які вже опанували багато навичок і мають високі бали підсумкового оцінювання, вони мають на меті поставити перед такими учнями нові виклики.

## Успішність освітян
Підсумкове оцінювання також може стосуватися оцінювання освітян їхніми керівниками з метою вимірювання роботи всіх учителів за одними й тими же критеріями для визначення рівня їхньої успішності. У цьому контексті підсумкове оцінювання покликане задовольняти потреби школи чи району в підзвітності вчителів. Таке оцінювання зазвичай має вигляд анкети й складається з контрольних списків, а іноді й розгорнутих описів. До сфер оцінювання належать психологічний клімат у класі, викладання, фаховість, планування та підготовка.

## Методи
Методи підсумкового оцінювання мають на меті підсумовувати загальне навчання після завершення курсу або модуля.
- Анкетування
- Опитування
- Інтерв'ю
- Спостереження
- Тестування (спеціальний тест, створений учителем або закладом, що охоплює всі пункти модуля або конкретну інформацію, викладену за певний період)
- Проєкти (підсумковий проєкт, що узагальнює знання)